# Huaihua
Huaihua (chinois : 怀化市 ; pinyin : huáihuà shì) est une ville-préfecture de la province du Hunan en Chine.

## Subdivisions administratives
La ville-préfecture de Huaihua exerce sa juridiction sur douze subdivisions - un district, une ville-district, cinq xian et cinq xian autonomes :
- le district de Hecheng - 鹤城区, Hèchéng Qū ;
- la ville-district de Hongjiang - 洪江市, Hóngjiāng Shì ;
- le xian de Yuanling - 沅陵县, Yuánlíng Xiàn ;
- le xian de Chenxi - 辰溪县, Chénxi Xiàn ;
- le xian de Xupu - 溆浦县, Xùpǔ Xiàn ;
- le xian de Zhongfang - 中方县, Zhōngfāng Xiàn ;
- le xian de Huitong - 会同县, Huìtōng Xiàn ;
- le xian autonome miao de Mayang - 麻阳苗族自治县, Máyáng miáozú Zìzhìxiàn ;
- le xian autonome dong de Xinhuang - 新晃侗族自治县, Xīnhuǎng dòngzú Zìzhìxiàn ;
- le xian autonome dong de Zhijiang - 芷江侗族自治县, Zhǐjiāng dòngzú Zìzhìxiàn ;
- le xian autonome miao et dong de Jingzhou - 靖州苗族侗族自治县, Jìngzhōu miáozú dòngzú Zìzhìxiàn ;
- le xian autonome dong de Tongdao - 通道侗族自治县, Tōngdào dòngzú Zìzhìxiàn.

## Transports
La ville-préfecture est desservie par l'aéroport Huaihua Zhijiang (zh) 怀化芷江机场, (code IATA : HJJ • code OACI : ZGCJ)).